# تاکاهیرو کاواجی
تاکاهیرو کاواجی (ژاپنی: 川地 貴裕؛ زادهٔ ۱۰ دسامبر ۱۹۷۲) یک بازیکن فوتبال اهل ژاپن است.
از باشگاه‌هایی که در آن بازی کرده‌است می‌توان به باشگاه فوتبال کاشیما آنتلرز و باشگاه فوتبال توکوشیما ورتیس اشاره کرد.